# 鷹村彩花
鷹村 彩花（たかむら あやか、2000年2月5日 - ）は、日本の女性声優。東京都出身。BLACK SHIPジュニア所属。

## 略歴
中学時代は吹奏楽部だったため、ピアニストや楽器のリペア師がいいなと思った時期もあった。
1歳上の姉は成績優秀で運動神経も良く、「お姉ちゃんを見習って頑張りなさい」と言われていた。小学低学年の頃に家族で行ったNHKスタジオパークで、姉と一緒に『ななみちゃん』のアフレコ体験をしていたところ、係員や周囲の人物達から「すごい！」「声優になりなよ！」と褒められ「姉に勝てるものができた」と気付けた。褒めてもらえたことで、漠然と「私は声を使って演技ができるんだ！」と自信がつき、声優を目指した。
P's Voice Artist Schoolを経て、EARLY WINGに所属。2024年4月末をもってEARLY WINGを退所し、フリーとなる。2025年2月1日よりBLACK SHIPに所属（女性ジュニア）。
2019年より声優ユニット「DIALOGUE+」にメンバーとして参加する。

## 人物、挿話
趣味・特技にはピアノ、クラリネット、睡眠、読書をそれぞれ挙げている。3歳からピアノを習っていた。
読書が好きな一方、映画は年に2回見るくらいはいい方で、「じっと座ってるのが苦手なタイプ」とのこと。自宅で家族が映画を見ているのをながら視聴しているくらいである。

## 出演
太字はメインキャラクター。

### テレビアニメ
2021年
- アイ★チュウ（女性客B）
- ひげを剃る。そして女子高生を拾う。（女子）
- 遊☆戯☆王SEVENS（2021年 - 2022年、七星ナナホ）

2022年
- CUE!（天童悠希）

2023年
- カワイスギクライシス（エミリ、カヤ・ガルダ）

2024年
- 遊☆戯☆王ゴーラッシュ!!（2024年 - 2025年、天道虫忍者、七星テンテン）

### Webアニメ
- 学生探偵ふーかちゃん!（2020年、女子高生、犬郎）

### ゲーム
2019年
- CUE!（天童悠希）
- ファイトリーグ（激情モンスター カナゴン）

2020年
- ラストピリオド -終わりなき螺旋の物語-（イル、聖夜イル）
- 戦の海賊（センコ）
- ガレリアの地下迷宮と魔女ノ旅団（ペリコ）

2022年
- シノビマスター 閃乱カグラ NEW LINK（豹姫）

2023年
- アルカディア（大野羅々）
- けものフレンズ3（クビワペッカリー）

### 吹き替え
- シンビアパート（2021年、ドゥリ[35]）

### ボイスドラマ
- 帰ってきた元勇者（2018年、ターニャ[3]）
- 幕末動乱美少女伝（2024年、原田左之助）

### ASMR
- いっしょぐらし 〜小動物系彼女編〜（2023年、安中香織）

### デジタルコミック
- ここほれ墓穴ちゃん（2020年、福永さん[36]）

### 舞台
- 朗読劇『箱庭同窓会』再演（2022年、七緒千尋[37][38]）
- 舞台版『少年秘密倶楽部 - 零 -』（2023年4月27日 - 30日、池袋シアターグリーン BOX in BOX THEATER）- ローレル 役（入江麻衣子・十二稜子とのトリプルキャスト）[39]
  - 舞台『少年秘密倶楽部 - 零 -』再演（2024年4月17日 - 21日、萬劇場）
  - 『少年秘密倶楽部［壱］〜箱庭の自由〜』（2024年7月3日 - 7日、新宿村LIVE）
- 朗読劇『マッチングアプリ:アップルボム(仮)』（2023年7月26日-30日、シアターサンモール）- 博士
- マジでトキメけ★少女たち！！〜ホシのミライ〜（2023年11月8日-12日、CBGKシブゲキ！！）
- LIAR GAME murder mystery『爆発廃工場 〜犯人の挑戦状〜』『首切りホテル 〜最後の夜宴〜』（2024年6月14日、飛行船シアター）[40]

## ディスコグラフィ

### キャラクターソング
| 発売日   | 商品名                                      | 歌                   | 楽曲 | 備考                                   |
| 2019年   | 2019年                                      | 2019年               | 2019年 | 2019年                                 |
| -------- | ------------------------------------------- | -------------------- | --- | -------------------------------------- |
| 11月27日 | Forever Friends                             | AiRBLUE              | 「Forever Friends」                                                                                            | ゲーム『CUE!』オープニングテーマ       |
| 11月27日 | Forever Friends                             | AiRBLUE              | 「さよならレディーメイド」                                                                                     | ゲーム『CUE!』関連曲                   |
| 11月27日 | Forever Friends                             | Bird                 | 「Forever Friends」                                                                                            | ゲーム『CUE!』関連曲                   |
| 2020年   |                                             |                      | |                                        |
| 1月22日  | にこにこワクワク 最高潮！                   | Bird                 | 「にこにこワクワク 最高潮！」 「ドリ☆アピ」 「our song」                                                       | ゲーム『CUE!』関連曲                   |
| 3月25日  | beautiful tomorrow                          | AiRBLUE              | 「beautiful tomorrow」 「私たちはまだその春を知らない」                                                        | ゲーム『CUE!』関連曲                   |
| 3月25日  | beautiful tomorrow                          | Bird                 | 「beautiful tomorrow」                                                                                         | ゲーム『CUE!』関連曲                   |
| 8月26日  | Colorful / カレイドスコープ                 | AiRBLUE              | 「Colorful」 「カレイドスコープ」                                                                              | ゲーム『CUE!』関連曲                   |
| 8月26日  | Colorful / カレイドスコープ                 | Bird                 | 「Colorful」                                                                                                   | ゲーム『CUE!』関連曲                   |
| 9月16日  | Override!                                   | Bird                 | 「Override!」 「ハミングバード」 「CUTE?CUTE?CUTE?」                                                           | ゲーム『CUE!』関連曲                   |
| 2021年   |                                             |                      | |                                        |
| 1月6日   | 最高の魔法                                  | AiRBLUE              | 「最高の魔法」 「白い沿線」                                                                                    | ゲーム『CUE!』関連曲                   |
| 1月6日   | 最高の魔法                                  | Bird                 | 「最高の魔法」                                                                                                 | ゲーム『CUE!』関連曲                   |
| 4月21日  | Talk about everything                       | AiRBLUE              | 「CUTE?CUTE?CUTE?」 「ミライキャンバス」 「our song」 「Radio is a Friend!」 「マイサスティナー」 「雫の結晶」 | ゲーム『CUE!』関連曲                   |
| 2022年   |                                             |                      | |                                        |
| 1月26日  | スタートライン/はじまりの鐘の音が鳴り響く空 | AiRBLUE              | 「スタートライン」                                                                                             | テレビアニメ『CUE!』オープニングテーマ |
| 1月26日  | スタートライン/はじまりの鐘の音が鳴り響く空 | AiRBLUE              | 「はじまりの鐘の音が鳴り響く空」                                                                               | テレビアニメ『CUE!』エンディングテーマ |
| 1月26日  | スタートライン/はじまりの鐘の音が鳴り響く空 | AiRBLUE              | 「空合ぼくらは追った」                                                                                         | 『CUE!』関連曲                         |
| 1月26日  | スタートライン/はじまりの鐘の音が鳴り響く空 | Bird                 | 「スタートライン」 「はじまりの鐘の音が鳴り響く空」                                                            | 『CUE!』関連曲                         |
| 3月16日  | CUE! BD第1巻 きゃにめ特典CD                 | 天童悠希（鷹村彩花） | 「Forever Friends」                                                                                            | 『CUE!』関連曲                         |
| 4月20日  | CUE! BD第2巻特典CD                          | 天童悠希（鷹村彩花） | 「beautiful tomorrow」 「Colorful」 「最高の魔法」 「ミライキャンバス」                                        | 『CUE!』関連曲                         |
| 4月20日  | CUE! BD第2巻 きゃにめ特典CD                 | 天童悠希（鷹村彩花） | 「さよならレディーメイド」                                                                                     | 『CUE!』関連曲                         |
| 6月15日  | CUE! BD第4巻 きゃにめ特典CD                 | 天童悠希（鷹村彩花） | 「スタートライン」 「はじまりの鐘の音が鳴り響く空」                                                            | 『CUE!』関連曲                         |

### ユニットメンバー
1. 1 2 3 4 5 6  六石陽菜（内山悠里菜）、鷹取舞花（稗田寧々）、鹿野志穂（守屋亨香）、月居ほのか（緒方佑奈）、天童悠希（鷹村彩花）、赤川千紗（宮原颯希）、恵庭あいり（飯塚麻結）、九条柚葉（村上まなつ）、夜峰美晴（安齋由香里）、神室絢（松田彩希）、宮路まほろ（山口愛）、日名倉莉子（鶴野有紗）、丸山利恵（立花日菜）、宇津木聡里（小峯愛未）、明神凛音（佐藤舞）、遠見鳴（土屋李央）
2. 1 2 3 4 5 6 7  天童悠希（鷹村彩花）、赤川千紗（宮原颯希）、恵庭あいり（飯塚麻結）、九条柚葉（村上まなつ）